# Arcidiocesi di Madras e Mylapore

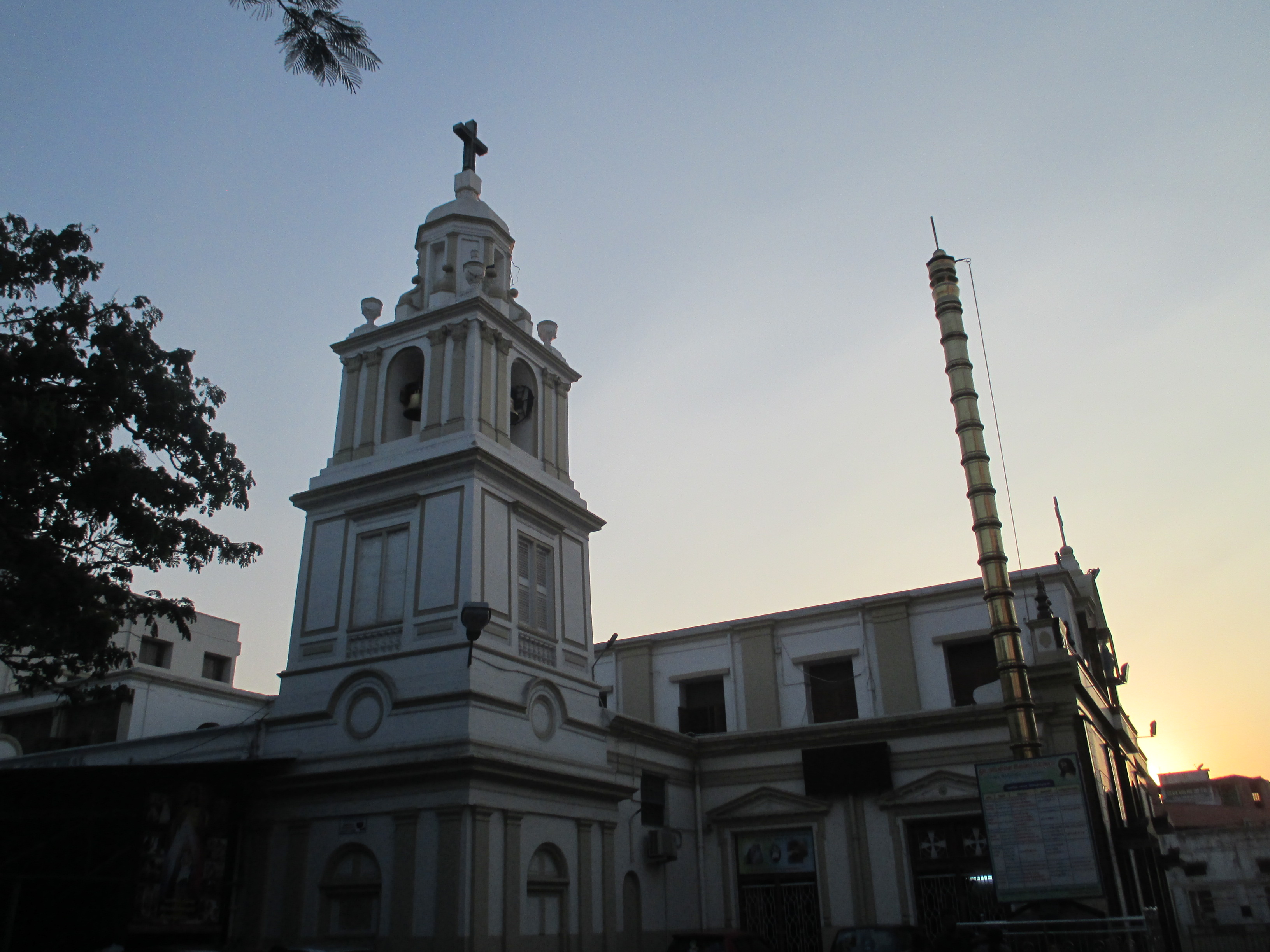
La concattedrale di Santa Maria degli Angeli.

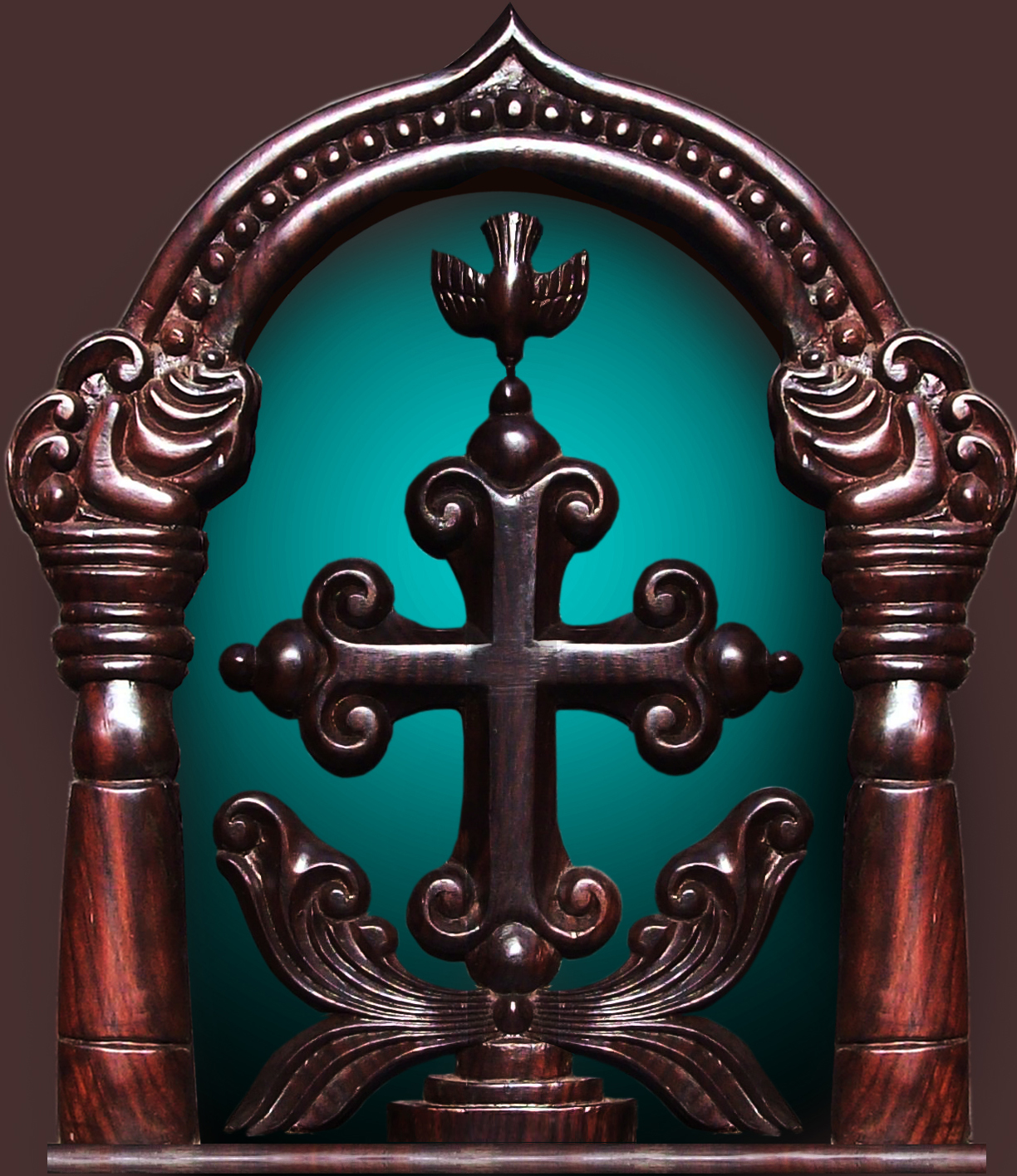
La Croce di San Tommaso.

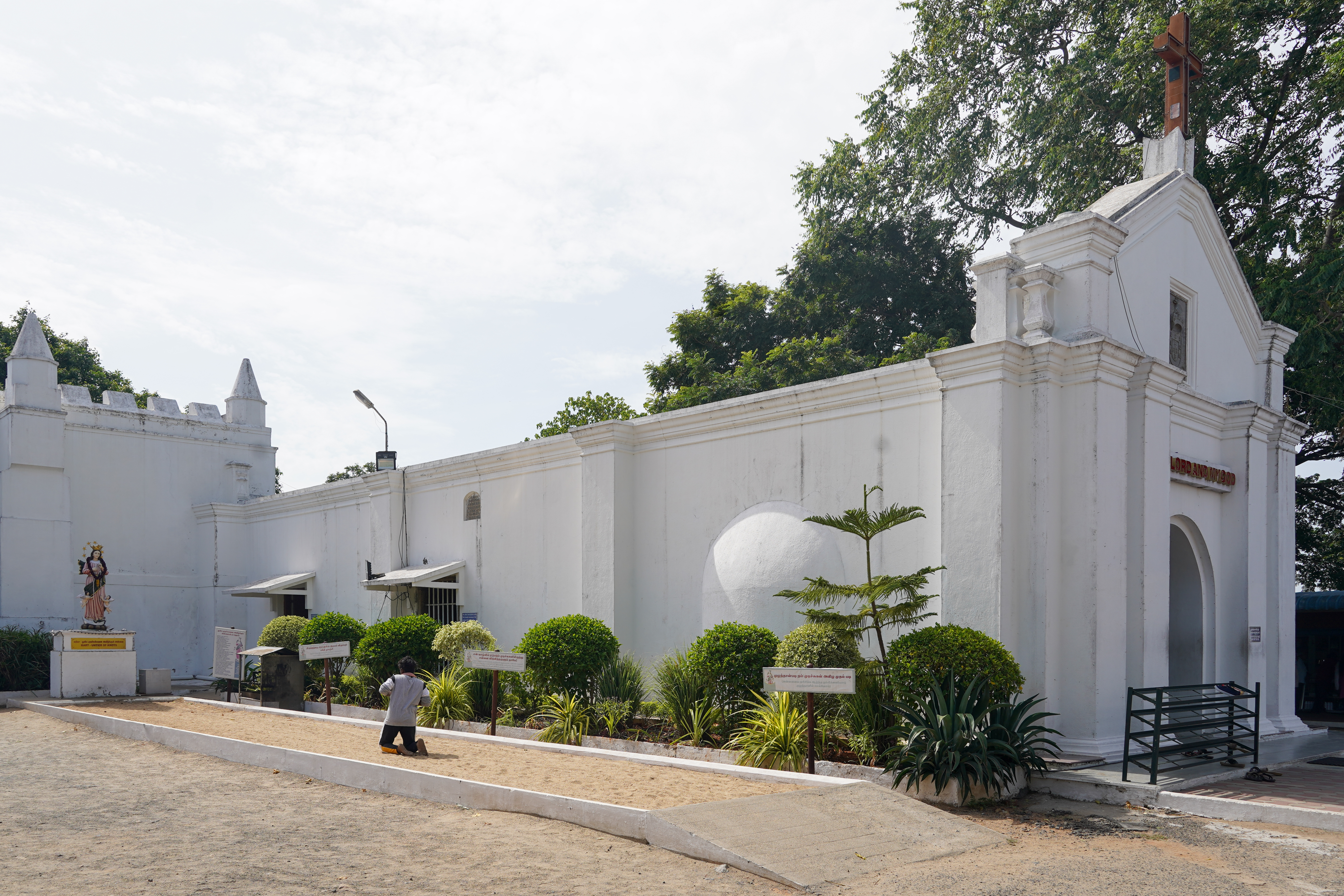
La chiesa di Nostra Signora della Speranza sul St. Thomas Mount.

L'arcidiocesi di Madras e Mylapore (in latino Archidioecesis Madraspolitana et Meliaporensis) è una sede metropolitana della Chiesa cattolica in India. Nel 2023 contava 785.574 battezzati su 10.731.973 abitanti. È retta dall'arcivescovo George Antonysamy.

## Territorio
L'arcidiocesi comprende i distretti di Chennai e Tiruvallur nella parte settentrionale dello stato indiano del Tamil Nadu.
Sede arcivescovile è la città di Chennai, chiamata Madras fino al 1996. Nel quartiere di Mylapore sorge la cattedrale di San Tommaso, mentre in quello di George Town, presso Fort Saint George, si trova la concattedrale di Santa Maria degli Angeli.
Nella periferia sud-occidentale di Chennai si trova il St. Thomas Mount, luogo di culto cristiano e santuario nazionale della Chiesa cattolica indiana, luogo presunto del martirio dell'apostolo Tommaso. In una piccola cappella dedicata a Nostra Signora della Speranza è conservata la "Croce di San Tommaso", emblema del cristianesimo indiano.
Il territorio si estende su 3.160 km² ed è suddiviso in 136 parrocchie, raggruppate in 12 decanati.

### Provincia ecclesiastica
La provincia ecclesiastica di Madras e Mylapore comprende 4 suffraganee:
- diocesi di Chingleput,
- diocesi di Coimbatore,
- diocesi di Ootacamund,
- diocesi di Vellore.

## Storia

### Diocesi di São Tomé di Meliapore
La diocesi di São Tomé di Meliapore fu eretta il 9 gennaio 1606, ricavandone il territorio dalla diocesi di Cochin. La nuova diocesi, suffraganea dell'arcidiocesi di Goa, era sottomessa al padroado dei re del Portogallo.
Dal 1638 al 1691 per una controversia fra il regno di Portogallo e la Santa Sede i vescovi nominati dal re di Portogallo non ricevettero la conferma pontificia.
Nel 1642, nel 1741, il 18 aprile 1834 e l'8 luglio 1836 furono eretti rispettivamente la prefettura apostolica di Fort Saint George, il vicariato apostolico di Ava e Pegu (oggi arcidiocesi di Yangon), il vicariato apostolico di Calcutta (oggi arcidiocesi) e il vicariato apostolico della Costa del Coromandel (oggi arcidiocesi di Pondicherry e Cuddalore) sottraendo territori che formalmente dipendevano, in forza dei diritti del patronato portoghese, dalla diocesi di São Tomé di Meliapore.
Queste decisioni acuirono ulteriormente i rapporti fra i regnanti portoghesi e la Curia romana. Il 24 aprile 1838, dopo dieci anni di sede vacante, la diocesi di São Tomé di Meliapore fu soppressa con il breve Multa praeclare di papa Gregorio XVI ed i suoi territori annessi a quelli del vicariato apostolico di Madras.
In seguito al concordato con il Portogallo del 23 giugno 1886, furono confermati dalla Santa Sede i diritti del padroado portoghese sulle antiche sedi di Goa, Damão, Cochin e São Tomé di Meliapore, che costituivano un'unica provincia ecclesiastica. Inoltre il concordato delimitò la giurisdizione territoriale delle singole diocesi, mettendo fine definitivamente alla pretesa portoghese di estendere la propria influenza su tutto il territorio dell'India. Queste decisioni furono sancite il 1º settembre 1886 con la bolla Humanae salutis di papa Leone XIII.
Il 1º aprile 1896 il vescovo Henrique José Reed da Silva inaugurò la nuova cattedrale, costruita in stile neogotico.
Un nuovo concordato tra Santa Sede e governo portoghese, stipulato il 15 aprile 1928, seguito da un ulteriore accordo dell'11 aprile 1929, portò a ridefinire i confini della diocesi di São Tomé di Meliapore, sanciti dalla bolla Quae ad spirituale di papa Pio XI del 3 luglio 1929. La diocesi ingrandì il proprio territorio con parti sottratte alle diocesi di Trichinopoly e di Kumbakonam e all'arcidiocesi di Madras per un totale di 20 parrocchie. Contestualmente perse tutte quelle parrocchie sparse sul territorio indiano e che, in forza del padroado, dipendevano dalla giurisdizione dei vescovi portoghesi di São Tomé di Meliapore: 7 parrocchie passarono alla diocesi di Trichinopoly, 5 alla diocesi di Tuticorin, 3 all'arcidiocesi di Calcutta, 4 alla diocesi di Dacca, 1 alla diocesi di Chittagong, e 5 all'arcidiocesi di Madras. Con queste modifiche la diocesi si trovò costituita da due territori distinti, ma contigui, quello di São Tomé, nei pressi di Madras e in parte dentro la stessa città, e quello di Tanjore, più a sud.
Il governo portoghese continuò ad esercitare i diritti del padroado, con annesso il privilegio di presentazione dei vescovi, fino all'accordo del 18 luglio 1950, che mise fine dopo quasi cinque secoli a questa istituzione. L'ultimo vescovo portoghese di São Tomé di Meliapore fu Manuel de Medeiros Guerreiro, trasferito l'anno seguente a Nampula in Mozambico.

### Arcidiocesi di Madras
Nel 1642 fu eretta in Madras una prefettura apostolica affidata ai missionari cappuccini, sotto la giurisdizione di Propaganda Fide.
Il 3 luglio 1832 la missione cappuccina di Madras fu eretta in vicariato apostolico per effetto del breve Pastorale officium di papa Gregorio XVI. Questa decisione fu confermata dal medesimo papa con il breve Ex debito pastoralis del 25 aprile 1834.
Il 16 marzo 1845 cedette una porzione del suo territorio a vantaggio dell'erezione pro-vicariato apostolico di Vizagapatam (oggi arcidiocesi di Visakhapatnam), definitivamente eretto in vicariato apostolico il 3 aprile 1850.
Il 20 maggio 1851 cedette un'altra porzione del suo territorio a vantaggio dell'erezione del vicariato apostolico di Hyderabad (oggi arcidiocesi).
Il 1º settembre 1886 il vicariato apostolico fu elevato al rango di arcidiocesi metropolitana con la bolla Humanae salutis di papa Leone XIII. Il 7 giugno dell'anno successivo, con il breve Post initam, fu istituita la provincia ecclesiastica di Madras, che comprendeva come suffraganee le diocesi di Vizagapatam e di Hyderabad.
Il 15 giugno e il 3 luglio 1928 cedette ulteriori porzioni di territorio a vantaggio dell'erezione rispettivamente della missione sui iuris di Bellary (oggi diocesi) e della diocesi di Nellore.

### Arcidiocesi di Madras e Mylapore
Il 13 novembre 1952, in forza della bolla Ex primaevae Ecclesiae di papa Pio XII, l'arcidiocesi di Madras e la diocesi di São Tomé di Meliapore cedettero porzioni di territorio per l'erezione rispettivamente della diocesi di Vellore e della diocesi di Tanjore. Decurtate di questi territori, le due sedi furono unite per costituire l'arcidiocesi di Madras e Meliapore; cattedrale e sede della nuova arcidiocesi divenne la chiesa di San Tommaso di Meliapore, mentre quella di Santa Maria degli Angeli di Madras divenne la concattedrale.
Il 1º settembre 1969 l'arcidiocesi ingrandì il proprio territorio con alcuni taluk appartenuti all'arcidiocesi di Pondicherry e Cuddalore e alla diocesi di Vellore.
Il 28 giugno 2002 l'arcidiocesi ha ceduto ancora una porzione di territorio a vantaggio dell'erezione della diocesi di Chingleput.

## Cronotassi dei vescovi
Si omettono i periodi di sede vacante non superiori ai 2 anni o non storicamente accertati.

### Diocesi di São Tomé di Meliapore
- Sebastião de São Pedro, O.E.S.A. † (9 gennaio 1606 - 16 febbraio 1615 nominato vescovo di Cochin)
- Luis de Brito de Menezes, O.E.S.A. † (18 maggio 1615 - 27 maggio 1627 nominato vescovo di Cochin)
  - Sede vacante (1627-1631)
- Paulo de Estrella, T.O.R. † (10 febbraio 1631 - 25 giugno 1638 deceduto)
  - Luis de Mello, O.E.S.A. † (1639 - ?) (vescovo eletto, illegittimo)
  - António de Jesus Maria, O.E.S.A. † (23 agosto 1643 - febbraio 1647 deceduto) (illegittimo)
  - João Batista, O.P. † (illegittimo)
  - Sebastião da Conceição, O.Carm. † (1656 - 30 aprile 1663 deceduto) (illegittimo)
  - Mateus Gomes Ferreira, O.F.M. † (? - 21 maggio 1663 deceduto) (vescovo eletto, illegittimo)
  - António de São Dionisio, O.F.M. † (1668 - ?) (illegittimo)
- Gaspar Afonso Alvares, S.I. † (19 dicembre 1691 - 24 novembre 1708 deceduto)
- Francisco Laynes, S.I. † (24 novembre 1708 succeduto - 11 giugno 1715 deceduto)
- Manoel Sanches Golão † (8 giugno 1718 - ? deceduto)[13]
- José Pinheiro, S.I. † (21 febbraio 1725 - 15 marzo 1744 deceduto)
- António da Incarnação, O.E.S.A. † (8 marzo 1745 - 22 settembre 1752 deceduto)
- Teodoro de Santa Maria, O.E.S.A. † (19 luglio 1756 - ? dimesso)[14]
- Bernardo de São Caetano, O.E.S.A. † (28 maggio 1759 - 4 novembre 1780 o 9 novembre 1781 deceduto)
- António da Assunção, O.E.S.A. † (16 dicembre 1782 - circa 1783 deceduto)[15]
- Manoel de Jesus, O.E.S.A. † (29 gennaio 1787 - circa 1797 o 13 gennaio 1800 deceduto)
  - Sede vacante (circa 1797/1800-1804)
- Joaquim de Meneses e Ataide, O.E.S.A. † (29 ottobre 1804 - 29 maggio 1820 nominato vescovo di Elvas)
  - Sede vacante (1820-1826)
- Estevam a Jesu Maria da Costa, O.F.M. † (3 luglio 1826 - 28 gennaio 1828 nominato vescovo di Angra)
  - Sede vacante (1828-1838)
  - Sede soppressa (1838-1886)
- Henrique José Reed da Silva † (14 marzo 1887 - 12 agosto 1897 dimesso[16])
- António José de Souza Barroso † (11 ottobre 1897 - 23 maggio 1899 nominato vescovo di Porto)
- Teotonio Emanuele Ribeira Vieira de Castro † (22 giugno 1899 - 25 maggio 1929 nominato arcivescovo di Goa e Damão)
- António Maria Teixeira † (25 maggio 1929 succeduto - 15 marzo 1933 deceduto)
- Carlos de Sá Fragoso † (4 dicembre 1933 - 10 aprile 1937 dimesso[17])
- Manuel de Medeiros Guerreiro † (10 aprile 1937 - 2 marzo 1951 nominato vescovo di Nampula)

### Vicariato apostolico, poi arcidiocesi di Madras
- John Bede Polding, O.S.B. † (3 luglio 1832[18] - 3 giugno 1833 nominato vicario apostolico della Nuova Olanda)
- Daniel O'Connell, O.E.S.A. † (23 aprile 1834 - 4 aprile 1840 dimesso)
- Patrick Joseph Carew † (4 aprile 1840 succeduto - 30 novembre 1840 nominato vicario apostolico del Bengala)
- John Fennelly † (30 aprile 1841 - 23 gennaio 1868 deceduto)
- Stephen Fennelly † (7 luglio 1868 - 3 maggio 1880 deceduto)
- Joseph Colgan † (19 maggio 1882 - 13 febbraio 1911 deceduto)
- Giovanni Aelen, M.H.M. † (13 febbraio 1911 succeduto - 28 febbraio 1928 dimesso[19])
- Eugene Mederlet, S.D.B. † (3 luglio 1928 - 12 dicembre 1934 deceduto)
- Louis Mathias, S.D.B. † (25 marzo 1935 - 13 novembre 1952 nominato arcivescovo di Madras e Mylapore)

### Arcidiocesi di Madras e Mylapore
- Louis Mathias, S.D.B. † (13 novembre 1952 - 2 agosto 1965 deceduto)
- Anthony Rayappa Arulappa † (1º febbraio 1966 - 26 gennaio 1987 ritirato)
- Casimir Gnanadickam, S.I. † (26 gennaio 1987 - 10 novembre 1993 deceduto)
- James Masilamony Arul Das † (11 maggio 1994 - 30 agosto 2004 deceduto)
- Malayappan Chinnappa, S.D.B. (1º aprile 2005 - 21 novembre 2012 ritirato)
- George Antonysamy, dal 21 novembre 2012

## Statistiche
L'arcidiocesi nel 2023 su una popolazione di 10.731.973 persone contava 785.574 battezzati, corrispondenti al 7,3% del totale.
| anno | popolazione | popolazione | popolazione | presbiteri | presbiteri | presbiteri | presbiteri                | diaconi | religiosi | religiosi | parrocchie |
| anno | battezzati  | totale      | %           | numero     | secolari   | regolari   | battezzati per presbitero | diaconi | uomini    | donne     | parrocchie |
| ---- | ----------- | ----------- | ----------- | ---------- | ---------- | ---------- | ------------------------- | ------- | --------- | --------- | ---------- |
| 1950 | 70.040      | 4.000.000   | 1,8         | 104        | 38         | 66         | 673                       |         | 76        | 248       | 41         |
| 1970 | 153.289     | 4.050.000   | 3,8         | 192        | 107        | 85         | 798                       |         | 178       | 908       | 66         |
| 1980 | 245.745     | 5.904.952   | 4,2         | 242        | 129        | 113        | 1.015                     |         | 243       | 1.278     | 105        |
| 1990 | 328.143     | 7.780.000   | 4,2         | 303        | 137        | 166        | 1.082                     |         | 444       | 1.452     | 117        |
| 1999 | 480.000     | 8.500.000   | 5,6         | 391        | 157        | 234        | 1.227                     |         | 501       | 2.030     | 133        |
| 2000 | 400.000     | 8.750.000   | 4,6         | 397        | 165        | 232        | 1.007                     |         | 506       | 2.155     | 135        |
| 2001 | 500.000     | 9.000.000   | 5,6         | 420        | 177        | 243        | 1.190                     |         | 548       | 2.165     | 150        |
| 2002 | 350.000     | 6.894.871   | 5,1         | 308        | 98         | 210        | 1.136                     |         | 472       | 1.420     | 83         |
| 2003 | 341.314     | 6.894.871   | 5,0         | 436        | 128        | 308        | 782                       |         | 536       | 2.169     | 95         |
| 2004 | 343.103     | 6.984.614   | 4,9         | 452        | 133        | 319        | 759                       |         | 553       | 2.230     | 99         |
| 2013 | 309.976     | 7.103.545   | 4,4         | 390        | 152        | 238        | 794                       |         | 487       | 1.170     | 132        |
| 2016 | 440.525     | 8.002.269   | 5,5         | 458        | 145        | 313        | 961                       |         | 705       | 1.538     | 138        |
| 2019 | 461.740     | 8.760.300   | 5,3         | 454        | 160        | 294        | 1.017                     |         | 635       | 1.551     | 128        |
| 2021 | 471.440     | 8.944.700   | 5,3         | 378        | 157        | 221        | 1.247                     |         | 515       | 1.912     | 129        |
| 2023 | 785.574     | 10.731.973  | 7,3         | 472        | 171        | 301        | 1.664                     |         | 375       | 2.400     | 136        |

### Documenti pontifici
- (LA) Breve Pastorale officium, in 'Bullarium pontificium Sacrae congregationis de propaganda fide, tomo V, Romae, 1841,  p. 85.
- (LA) Breve Ex debito pastoralis, in 'Bullarium pontificium Sacrae congregationis de propaganda fide, tomo V, Romae, 1841,  p. 107.
- (LA) Breve Multa praeclare, in 'Bullarium pontificium Sacrae congregationis de propaganda fide, tomo V, Romae, 1841,  p. 164.
- Bolla Humanae salutis (tradotta in italiano), su totustuustools.net.
- (LA) Adrien Launay (a cura di), Breve Post initam, in Histoire des missions de l'Inde, Pondichéry, Maïssour, Coïmbatour, vol. IV, Paris, 1898,  pp. 567-569.
- (IT, PT)   Accordo tra Santa Sede e Portogallo (PDF), AAS 21 (1929), p. 337
- (LA) Bolla Quae ad spirituale (PDF), AAS 22 (1930), p. 121
- (LA) Bolla Ex primaevae Ecclesiae (PDF), AAS 45 (1953), p. 214